# Gobernación del Mar Negro
La gobernación del Mar Negro (en ruso: Черноморская губерния) fue una de las divisiones territoriales del Imperio ruso en el Cáucaso, en su parte más occidental, en la relativamente estrecha franja de terreno entre la costa oriental del mar Negro y la cordillera caucásica, establecida en 1896 y vigente hasta 1918, siendo su centro administrativo la ciudad de Novorosíisk.
En el año 1896 fue segregada del óblast de Kubán del que formaba parte como ókrug del Mar Negro.
La gobernación del Mar Negro fue la de menor extensión del Imperio ruso, con 7346 km² (6455 verstas cuadradas). La siguiente gobernación más pequeña era la de Płock en la actual Polonia, siendo 1,25 veces más extensa. Así mismo era la gobernación con menor número de habitantes, 57 478, muy alejado en comparación, por ejemplo, el óblast de Amur en Siberia, que tenía 120 000 habitantes, o la gobernación de Olónets en la Rusia europea que tenía 364 000.

## Configuración geográfica
La longitud de la costa que discurre desde el nordeste al sudeste a lo largo de 384 km (360 verstas), con una anchura es muy distinta: cerca de la bahía de Novorossiysk es de 4,3 km (4 verstas), más al sudeste, en la zona de Gelendzhik es de 11-13 km (10-12 verstas), ensanchándose algo posteriormente en Dzhugbi, llegando en el ókrug de Tuapsé a los 23,5 km (22 verstas), y en el ókrug de Sochi hasta los 30 km (28 verstas) llegando a alcanzar los 53 km (50 verstas) cerca la frontera del ókrug de Sujumi. Limita al noroeste y al nordeste con óblast de Kubán del que lo separa la cordillera del Cáucaso, al sudeste limita con el ókrug de Sujumi, dependiente de la gobernación de Kutaisi, y al sudoeste con el mar Negro.

## Durante la Revolución rusa[2]

### Revolución de Febrero y Revolución de Octubre
Se funda el Comité de Seguridad Pública (Комитета общественной безопасности) el 4 de marzo de 1917, dirigido por un "Gobernador Comisario".
Entre el 18 de mayo y 25 de mayo de 1917, se instituye el Primer Consejo de los Soviets (en la ciudad de Novorossiysk), siendo nombrado para el Comité de Seguridad Pública el bolchevique Aleksandr Yákovlev (Александр Александрович Яковлев) el 27 de noviembre de 1917. Entre el 23 y 25 de noviembre de 1917 se constituye el Segundo Consejo de los Soviets en Novorossiysk, siendo nombrado presidente del Consejo Ejecutivo Central Abram Rubin (Абрам Израилевич Рубин). El 31 de enero de 1918 el Comité de Seguridad Pública depende del de Kubán. Entre el 10 y 13 de marzo de 1918, se constituye el Tercer Consejo de los Soviets en Tuapse, transformando la gobernación del Mar Negro en la República Soviética del Mar Negro dentro de la República Socialista Federativa Soviética de Rusia

### República Soviética de Chernomore
Existe entre marzo de 1918 y el 30 de mayo de 1918, siendo nombrado Abram Rubin (Абрам Израилевич Рубин) presidente del Comité Ejecutivo Central. Entre el 28 y 30 de mayo de 1918, se celebra el Tercer Congreso Extraordinario de los Soviets de Kubán y Chernomore en la ciudad de Yekaterinodar, en el que se funda la República Soviética de Kubán-Mar Negro, funcionando hasta julio de 1918, en la que se integra en la República Soviética del Norte del Cáucaso.

## División administrativa
Estaba dividida en tres ókrugs: 

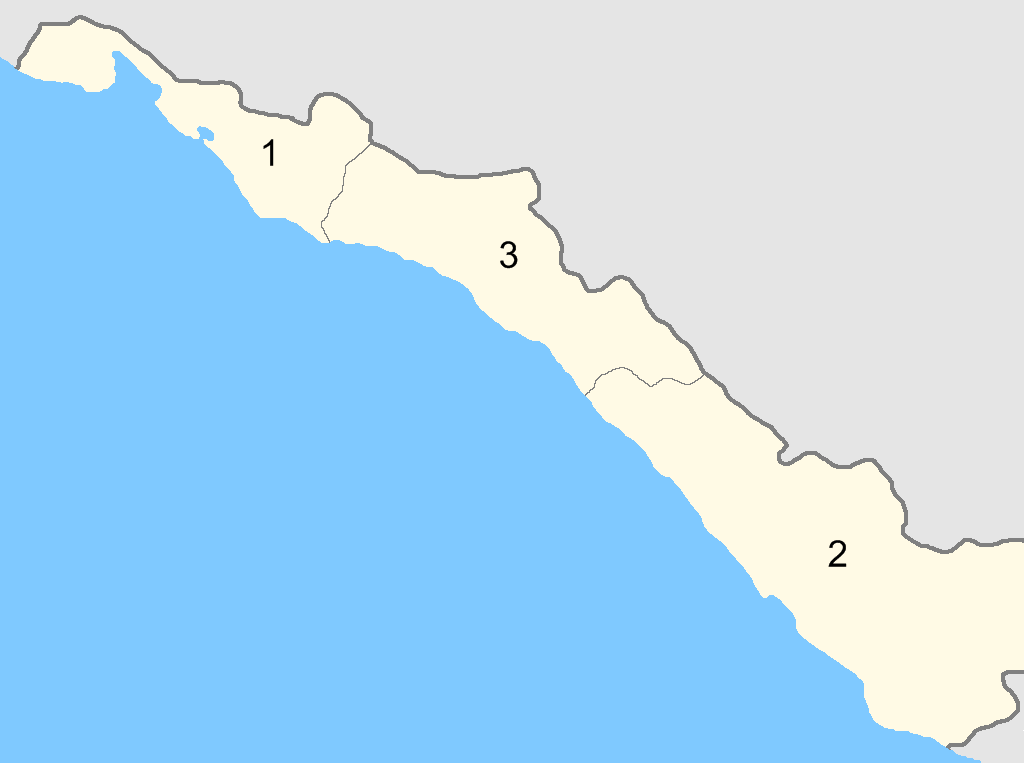
Ókrugs de la gobernación del Mar Negro.

- Ókrug de Novorosíisk (Новороссийский округ) - al noroeste,
- Ókrug de Tuapsé (Туапсинский округ) - en el centro
- Ókrug de Sochi (Сочинский округ) - al sudeste.

## Población
Sobre la base de los datos definitivos del censo de 1897 en la gobernación del Mar Negro, sus 57478 habitantes se repartían en más de que 45 nacionalidades:
| Rusos      | Ucranianos | Armenios  | Griegos   | Circasianos | Checos    | Judíos   | Rumanos  | Georgianos | Estonios | Bielorrusos |
| ---------- | ---------- | --------- | --------- | ----------- | --------- | -------- | -------- | ---------- | -------- | ----------- |
| 24635 hab. | 9252 hab.  | 6285 hab. | 5969 hab. | 1939 hab.   | 1290 hab. | 990 hab. | 923 hab. | 904 hab.   | 791 hab. | 659 hab.    |

### Evolución de la población entre 1872 y 1915 de la gobernación del Mar Negro[3]
| 1872-1874 | 1883-1884 | 1894      | 1897      | 1915       | verstas2 |
| --------- | --------- | --------- | --------- | ---------- | -------- |
| 15.7 hab. | 20.7 hab. | 49.7 hab. | 57.5 hab. | 159.1 hab. | 5.9 Vst2 |

## Gobernadores[2]
Imperio ruso
- Evgraf Tijanov (Евграф Филиппович Тиханов) del 19.10.1896 al 13.11.1901
- Yevgueni Vokov (Евгений Николаевич Волков) del 16.11.1901 a 1905
- Vladímir Trofimov (Владимир Онуфриевич Трофимов) del 9.05.1906 a diciembre de 1906
- Alekséi Bereznikov (Алексей Александрович Березников) del 16.12.1906 a mayo de 1911
- Vladímir Baranovski (Владимир Николаевич Барановский) del 10.05.1911 a 1916
- Piotr Martinov (Петр Иванович Мартынов) de 1916 a marzo de 1917

## Enlaces
- Черноморская губерния (enlace roto disponible en Internet Archive; véase el historial, la primera versión y la última).
- Censo de 1897 en la gobernación del Mar Negro
- Evolución de la población en el Cáucaso entre 1872 y 1915
- Ókrug del Mar Negro, 1866-1896 (enlace roto disponible en Internet Archive; véase el historial, la primera versión y la última).
- Ver también: Virreinato del Cáucaso